# Lubomír Hargaš
Lubomír Hargaš (ur. 16 października 1967 w Brnie – zm. 20 sierpnia 1997 w Židlochovicach) – czeski kolarz torowy reprezentujący także Czechosłowację, sześciokrotny medalista mistrzostw świata.

## Kariera
Pierwszym sukcesem w karierze Lubomíra Hargaša było zdobycie razem z Vítězslavem Vobořilem brązowego medalu w wyścigu tandemów podczas mistrzostw świata w Wiedniu w 1987 roku. W parze z Jiřím Iliekiem powtórzył ten wynik na mistrzostwach świata w Gandawie w 1988 roku, a na mistrzostwach w Lyonie w 1989 roku reprezentanci Czechosłowacji w tym samym składzie zajęli drugie miejsce. Ze srebrnym medalem wrócił także z mistrzostw w Stuttgarcie w 1991 roku i rozgrywanych rok później mistrzostw w Walencji, gdzie jego partnerem był Pavel Buráň. Po rozpadzie Czechosłowacji w 1993 roku zdobył jeszcze jeden medal - w wyścigu tandemów na mistrzostwach świata w Hamar w 1993 roku wspólnie z Arnoštem Drcmánkiem zajął trzecie miejsce. Hargaš zginął w 1997 roku, kiedy podczas treningu został potrącony przez samochód. Nigdy nie brał udziału w igrzyskach olimpijskich.